# オルコラプトル
オルコラプトル（学名：Orkoraptor）は、アルゼンチンの上部白亜系から化石が産出した、中型の獣脚類の恐竜の属。部分的な頭蓋骨・歯・尾椎・部分的な脛骨を含む不完全な骨格が知られている。特殊化した歯はマニラプトル形類の獣脚類、特にデイノニコサウルス類とコンプソグナトゥス科のものに類似する。この特徴と他の解剖学的特徴から、記載論文の著者は本属をマニラプトル類のコエルロサウルス類として提唱する形で記載したが、後続研究ではメガラプトル類とされた。化石はパタゴニア南部の Cerro Fortaleza Formation から発見されており、南アメリカ大陸から知られる獣脚類恐竜では最も南の恐竜である。

## 語源
属名 Orkoraptor は "Toothed River thief" を意味しており、テウェルチェ語で化石サイトの付近に位置する La Leona River (en) を指す "Orr-Korr" に由来する。種小名は化石を収集した発掘遠征を支援したアマチュア古生物学者の Coleman Burke への献名である。

## 形態
オルコラプトルは中型の獣脚類である。グレゴリー・ポールは全長6メートル、体重500キログラムと推定した。2016年に Molina-Pérez と Larramendi は全長8.4メートル、体重1.4トンと推定した。ホロタイプ標本 MPM-Pv 3457 は2001年に発掘され、右後眼窩骨・右方形頬骨・右烏口骨の可能性のある骨・8本の単離した歯・環椎とその神経隆縁の間椎体、2個の近位尾椎、右脛骨の近位の半分・8本の断片的な肋骨・3個の不完全な血道弓を副含む。上側を向いた後眼窩突起の前側突起や近心側で鋸歯を持たず断面が8の字型をした特殊化した歯がドロマエオサウルス科やコンプソグナトゥス科に類似していたことから当初はコエルロサウルス類と考えられていたが、他の数多くの特徴がこれらの科や他のコエルロサウルス類のものと矛盾しており、原記載では特定の科に分類することが不可能であるとされた。なお、記載者は当時未記載であったパラゴニアの獣脚類との類似性を指摘したが、当該の獣脚類は後にムルスラプトルとして知られることになる。その後の分析では、コエルロサウルス類に似た特徴は複数のメガラプトル類にも認められた。例えば、オルコラプトルの後眼窩骨はアエロステオンのものと酷似しており、また2014年に記載された幼体のメガラプトルの歯はオルコラプトルのものと類似する。

## 分類
オルコラプトルは当初 Maniraptora incertae sedis として分類された。記載者が解析した系統樹の大多数ではオルコラプトルはコンプソグナトゥス科に置かれたが、記述者は本種のサイズが遥かに大きく、また新しい地層に存在することから、その可能性を低く見積もった。後にオルコラプトルはメガラプトル類に置かれたが、メガラプトル類は中型から大型で情報の乏しい複数の獣脚類を含んだグループであり、またその系統的位置はアロサウルス上科あるいはティラノサウルス上科と曖昧である。グアリコの記載論文に掲載された系統樹では、メガラプトル類はアロサウルス上科あるいは基盤的コエルロサウルス類に置かれている。

## 産出
オルコラプトルの既知の標本は全てPari Aike Formationから産出しており、当該の地層は別の著者によりMata Amarilla Formationの中部セクションあるいは単にCerro Fortaleza Formationの別名と考えられている。オルコラプトルの化石は当初マーストリヒチアン階のものと判断され、それゆえ最も新しいメガラプトル類とされていたが、後にセノマニアンまたはサントニアン階のものと考えられるようになった。Mata Amarilla Formationの中部セクションはセノマニアンにあたる96.2 ± 0.7 Maを示す凝灰岩の層を含むが、オルコラプトルが産出したサイトであるCerro Hornosは後にカンパニアンのものと再解釈されている。